# Цыплаков, Максим Викторович
Максим Ви́кторович Цыплако́в (род. 19 сентября 1998, Москва) — российский хоккеист, нападающий клуба «Нью-Йорк Айлендерс», выступающего в НХЛ. Внук хоккеиста и тренера Виктора Цыплакова.

## Клубная карьера
Начал заниматься хоккеем в спортивной школе «Центр» при Москомспорте, где дебютировал на уровне Кубка Федерации и Открытого чемпионата Москвы среди юношей своей возрастной категории. На юношеском уровне, выступал за СДЮШОР ЦСКА и московский «Спартака», в составе которого остался и дебютировал на профессиональном уровне в МХЛ, в сезоне 2015/16 за МХК «Спартак».
В сезоне 2016/17 дебютировал в ВХЛ в составе фарм-клуба «Спартака» — воскресенского «Химика», а также стабильно выступал в молодёжной команде красно-белых. 12 сентября 2017 года состоялся дебют Цыплакова в КХЛ, в гостевой игре «Спартака» против казанского «Ак Барса». Всего, в сезоне 2017/18, он принял участие в 20 матчах Континентальной хоккейной лиги, а также провёл два матча в плей-офф.
В сезоне 2018/19 Цыплаков набрал свои первые очки в КХЛ. В гостевой игре против петербургского СКА, которая состоялась 14 сентября 2018 года, Цыплаков стал автором голевой передачи на Глеба Шашкова, а 18 декабря, в домашней игре против финского «Йокерита», забросил свою первую шайбу в лиге. Всего в сезоне отыграл 31 матч, забросил четыре шайбы и отдал пять результативных передач.
19 апреля 2022 года продлил контракт со «Спартаком» до 30 апреля 2024 года. 20 ноября 2023 года был признан лучшим нападающим недели в КХЛ, забросив пять шайб в трёх победных играх с московским «Динамо» (4:3 ОТ), «Салаватом Юлаевым» (6:2) и «Ладой» (5:3). 23 января 2024 года в матче против московского «Динамо» (6:3) забросил четыре шайбы, что стало самым ранним покером в истории КХЛ со старта матча — 26:58 (ранее никому не удавалось забрасывать 4 шайбы ранее 30-й минуты), кроме того, покер Цыплакова стал первым, в котором игрок забросил две шайбы в меньшинстве. Ранее Цыплаков никогда не забрасывал больше двух шайб в матче КХЛ, он стал вторым в истории «Спартака» после Штефана Ружички (сезон 2008/09), кто отличился четырежды в игре КХЛ. В сезоне 2023/24 Цыплаков провёл 76 матчей за красно-белых, в которых набрал 51 (33+18) результативный балл. Он занял четвёртое место среди снайперов по итогам регулярного чемпионата Континентальной хоккейной лиги.
16 мая 2024 года подписал однолетний контракт новичка с «Нью-Йорк Айлендерс», выступающим в Национальной хоккейной лиге. 10 октября 2024 года Цыплаков в матче против «Юты» (4:5 ОТ) дебютировал в НХЛ, в этой встрече также отметился своей дебютной шайбой в лиге.

## Карьера в сборной
В 2017 году привлекался в состав молодёжной сборной России и принял участие в молодёжной суперсерии — Subway Super Series. На этом турнире Цыплаков провёл четыре матча и отметился одной результативной передачей.
В 2019 году вызывался в состав олимпийской сборной России, для участия в Кубке Германии, который проходил с 7 по 11 ноября. Цыплаков принял участие во всех трёх встречах и отметился одной результативной передачей. Олимпийская сборная России заняла на этом турнире третье место. Также, в составе олимпийской сборной, Цыплаков принял участие в международном турнире NaturEnergie Challenge, который проходил в швейцарском городе Фисп, с 12 по 13 декабря 2019 года.